# Pinguin (Comicfigur)
Der Pinguin (englisch Penguin) ist eine fiktive Comic-Figur, die im DC-Universum meist als Gegenspieler des Superhelden Batman auftritt. Daneben erscheint sie auch in Romanen, Zeichentrickserien und -filmen, in Realserien im Fernsehen, in Kinofilmen und in Computer- und Konsolenspielen. Außerdem fand die Figur Rezeption in zahllosen Merchandising-Produkten wie Shampoo-Verpackungen, Actionfiguren, Frühstücksboxen usw. und besitzt somit außergewöhnlich hohen Bekanntheitsgrad in der Öffentlichkeit.
Hinter Pinguin verbirgt sich der korpulente Gauner Oswald Chesterfield Cobblepot. Seinen Spitznamen verdankt er seinem Erscheinungsbild. Der Pinguin ist der Betreiber eines illustren Kasinos in Gotham City und der Chef einer kriminellen Organisation. Er wurde im Dezember 1941 in Detective Comics # 58 ins Batman-Universum eingeführt und zählt damit zu den Figuren, die noch von den Batman-Schöpfern Bob Kane und Bill Finger selbst kreiert wurden.

## Aussehen und Charakter

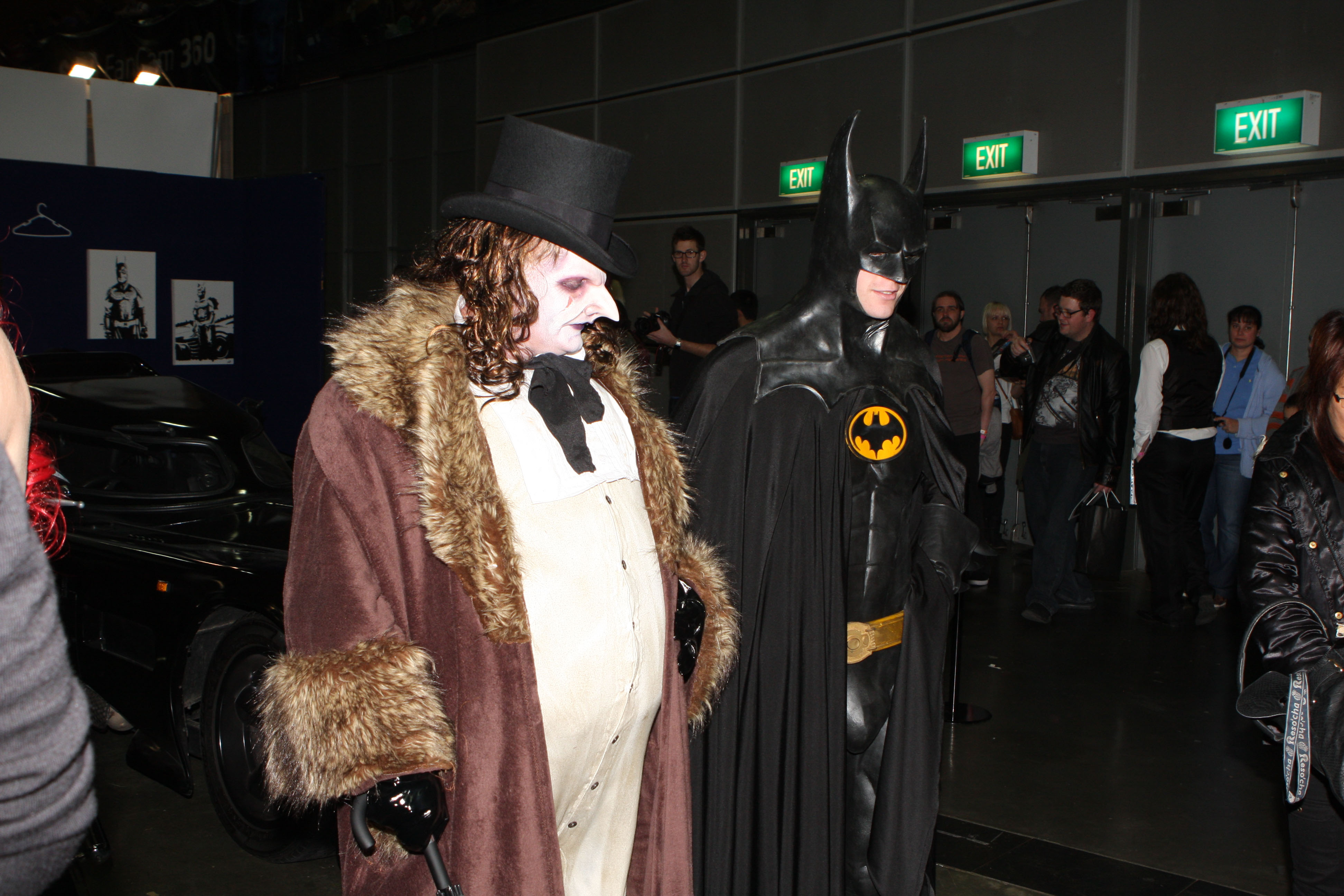
Der Pinguin (li.) auf der Supanova Pop Culture Expo, 2014

Der Pinguin ist ein kleiner, dicklicher, fülliger Mann, der einen speckigen schwarzen Tuxedo-Anzug (Smoking) mit Schwalbenschwanz und einen Zylinderhut trägt. Er geriert sich selbst gerne als „Gentleman-Krimineller“ und exhibiert zumeist eine kulturbürgerlich-aristokratische Pose als manierlich-gebildeter „Herr von Welt“. Er besitzt eine auffallend lange, spitz zulaufende Nase und trägt häufig ein Monokel oder raucht Zigarillos (oder je nach Zeichner Zigarren oder Zigaretten aus einer Zigarettenspitze). Cobblepot ist nach Verlagsangaben 1,57 m groß und wiegt 79 kg.
Der Pinguin besitzt zweifelsohne einige eigentümliche Schrullen, die die Figur seit Jahrzehnten als Erscheinungsbild begleiten: Er hat eine Schwäche für Vögel und besitzt außerhalb von Gotham City im Gotham County nahe einer Klippe an der Atlantikküste ein altes Vogelhaus im viktorianischen Baustil. Seine zweite Leidenschaft sind seine Regenschirme, die oftmals über reichhaltige Spezialfunktionen verfügen. So besitzt er Regenschirme, die Schusswaffen und solche, die Klingen oder Laser beinhalten, und wiederum andere, mit denen er Gase verschießen oder die er als Flughilfe nutzen kann, indem er einen propellerartigen Rotor in ihren Aufspannstreben aktiviert. Der Pinguin umgibt sich außerdem gewohnheitsmäßig mit schönen Frauen, die ihm teils als Liebhaberinnen, teils als Assistentinnen und mitunter auch als Handlanger und Leibwächter dienen. Ein Unterschied zu den meisten anderen verrückten Kriminellen ist, dass der Pinguin es vorzieht zu fliehen und seine Beute zu retten, anstatt sich Batman zu stellen und zu verlieren. Auch versucht er, seine Beziehungen zu anderen immer professionell zu halten.
In den aktuellen Comics akzeptiert der dunkle Ritter zähneknirschend die Notwendigkeit des schrägen Vogels, da er weiß, dass Cobblepot in seiner Machtposition auch das Wohl der Stadt im Auge hat. Durch ihn ist der Ära der Gang-Schießereien und Straßenkämpfe ein Ende gesetzt worden. Zudem ist der Pinguin nicht zu stolz, Batmans Hilfe anzunehmen und sie ihm bei Krisensituationen auch zu gewähren – im Austausch für etwas Wertvolles.

## Figurenbiografie
In den heutigen Geschichten entstammt Oswald einer der ältesten und reichsten Familien Gothams, zu denen unter anderem auch die Waynes gehören. Der Urgroßvater von Oswald, Theodor Cobblepot, war zu seiner Zeit Bürgermeister von Gotham City und trug dazu bei, dass Gotham zur Metropole wurde.
In den älteren Geschichten wuchs Oswald Chesterfield Cobblepot zusammen mit einer Schwester als Halbwaise bei seiner Mutter auf, die eine kleine Zoohandlung in Gotham City betrieb. Dort fühlte Cobblepot sich besonders zu den Vögeln hingezogen, mit denen er einen großen Teil seiner Freizeit verbrachte. Nach dem Tod des Vaters, der, nachdem er in einen starken Regenguss geraten war, an einer Lungenentzündung starb, wurde Cobblepot von seiner überprotektiven und sehr dominanten Mutter gezwungen, stets einen Regenschirm bei sich zu tragen, um für den Fall eines Unwetters gewappnet zu sein. Aufgrund seiner grotesken Statur – schon als Kind war Cobblepot ungewöhnlich klein und dick –, seines durch ein Hüftleiden bedingten watschelnden Gangs und seiner schnabelähnlichen Nase wurde er von anderen Kindern als „Pinguin“ verspottet.
Nachdem er im Streit mit einem jugendlichen Schläger namens Sharky diesen bloßgestellt hatte, indem er ihn vor einer versammelten Menge verprügelte, rächte Sharky sich, indem er nachts in die Cobblepotsche Zoohandlung eindrang und alle Vögel tötete. Nachdem seine Mutter an einer Krankheit gestorben war, sahen sich Oswald und seine Schwester gezwungen, den Vogelladen zu verkaufen. Cobblepot widmete sich dem Studium der Ornithologie. Nach weiteren Jahren voller Demütigungen und Schikanen wurde der erwachsene Cobblepot zu einem Hasardeur und Salonkriminellen.
Zu Beginn seiner Karriere als Berufskrimineller war er ein delinquenter Aktivist. Mit seinen Spezial-Schirmen ausgestattet und mit exotischen Vögeln als Helfershelfern beging er allerlei – oft um das Thema Vögel oder Schirme kreisende – Verbrechen. Komplizen bei diesen Taten waren u. a. der Joker oder Mortimer Kadaver, den er nach einem Streit niederschoss und so beinahe tötete.
Nach zahlreichen Rückschlägen beschloss Cobblepot, in den Hintergrund zu treten und Verbrechen aus der sicheren Warte des Planers und Auftraggebers zu „begehen“. Die tatsächliche Ausführung überließ er seinen Handlangern – darunter Männer wie Actuary, Zeiss oder der stumme Harold Allnut, der später die Seiten wechselte und sich in Batmans Dienste stellte.
Das Kasino „The Iceberg Lounge“ (eine Anspielung auf die Phrase „Great Thundering Iceberg“, die Burgess Meredith in der Batman-Serie der 1960er als Pinguin markenzeichenartig ständig im Mund führte), ein Nachtklub mit arktisch-glazialem Ambiente, ist das Herz von Cobblepots kriminellem Klein-Imperium und Umschlagplatz für die Gothamer High Society wie auch für Kriminelle jeder Couleur. Batman duldet sein Fortbestehen vor allem deswegen, weil die Iceberg Lounge ihm eine günstige Möglichkeit der Informationsbeschaffung bietet. Zu den weiteren Aktivitäten Cobblepots zählen das Hehlen mit Diebesware und das Organisieren von Ausbrüchen zahlungskräftiger Krimineller. So hat er u. a. dem Bauchredner schon zur vorzeitigen Flucht aus dem Blackgate-Gefängnis verholfen.
Nach dem schweren Erdbeben von 1998 und während der Niemandsland-Zeit verlegte Cobblepot seine Aktivitäten kurzzeitig ins Davenport-Centre, einem umgestürzten Wolkenkratzer im Zentrum von Gotham City. Dort betrieb Cobblepot einen florierenden Warenmarkt mit Gütern jeder Art (von Sachgütern bis hin zu Waffen und Lebensmitteln) und veranstaltete schaukampfmäßige Gladiatorenspiele.
In den aktuellen Batman-Heften ist der Pinguin aus Gotham City verschwunden. Über seinen Aufenthaltsort ist nichts bekannt. Seine Handlanger – Orca, KGBeast und Magpie – wurden von Harvey Dent ermordet.

## Auftritte in anderen Medien

### Der Pinguin in Live-Action-Serien
In der Batman Live-Action-Serie der 1960er Jahre und dem dazugehörigen Film Batman hält die Welt in Atem wurde der Pinguin von Burgess Meredith verkörpert. Der Pinguin war hier ein kriminell gewordener ehemaliger Schauspieler. Das auffälligste Merkmal seiner Darstellung war das „geiernde“ Lachen des Pinguins, ein krächzendes Geifern, das dem Schreien eines Vogels nachempfunden war und sich im amerikanischen kollektiven Gedächtnis bis heute als Klischee bei der Porträtierung schurkischer Figuren festgesetzt hat. So wird u. a. US-Vizepräsident Dick Cheney von Jon Stewart in der The Daily Show des Öfteren mit diesem Lachen karikiert.

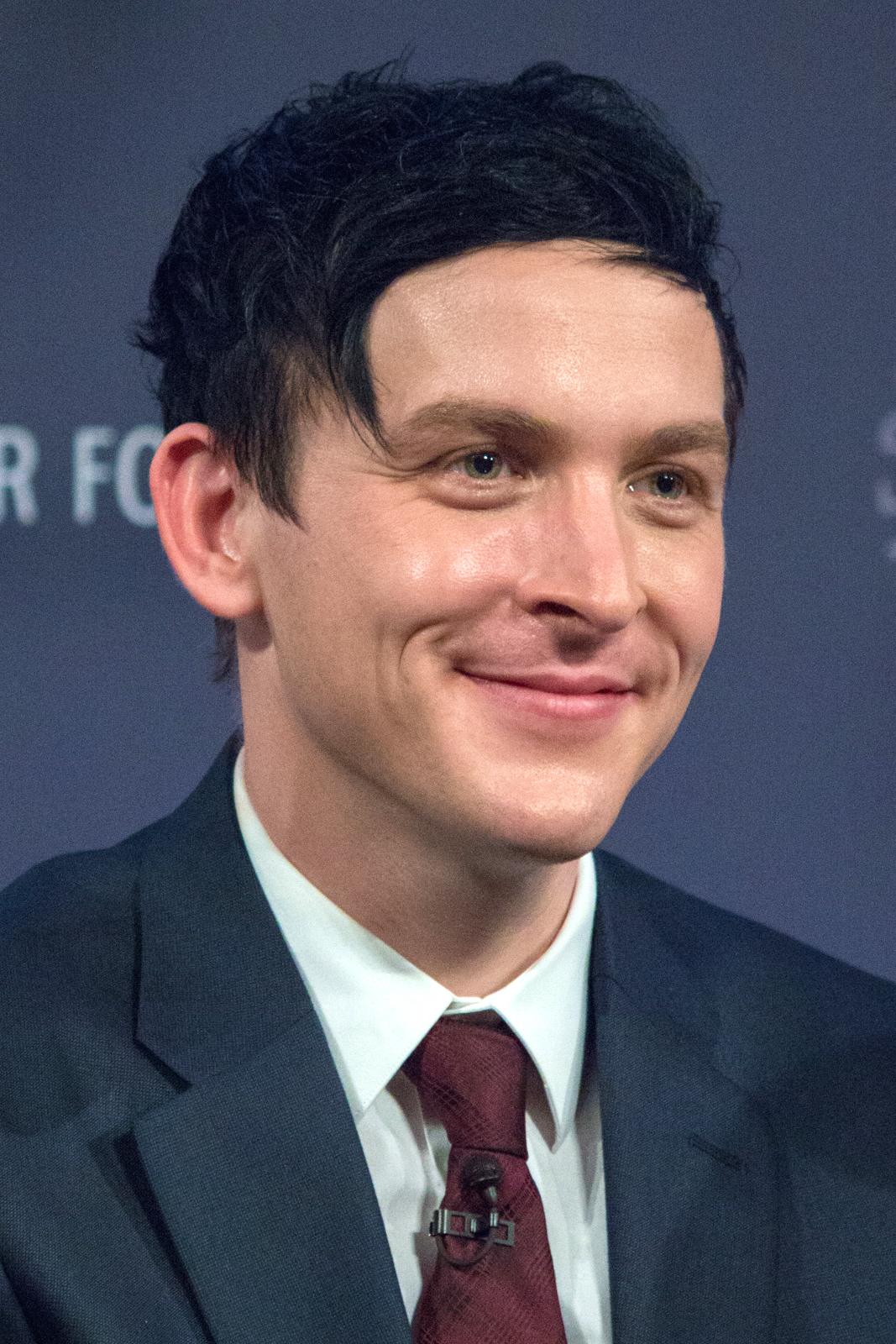
Robin Lord Taylor verkörpert Pinguin in der Fernsehserie Gotham

Die Fernsehserie Gotham, die seit 2014 von Fox ausgestrahlt wurde und die vor der Erschaffung Batmans spielt, zeigt Pinguin optisch weniger entstellt in seiner Jugend. Dort verkörpert Robin Lord Taylor die Figur, die durch Intrigen versucht, in Gothams Unterwelt aufzusteigen. Abgesehen von einer Gehbehinderung und einer spitz zulaufenden Nase weist der Pinguin zunächst keine besonderen körperlichen Merkmale auf. Pinguins Leidenschaft für Regenschirme geht hier auf seinen früheren Beruf als Kammerdiener der Verbrecherin Fish Mooney zurück. Im regnerischen Gotham City war es seine Aufgabe, ihren Regenschirm stets schützend über ihrem Haupt zu halten. Sowohl die Ausformung der Rolle durch die Autoren als auch die Darstellung durch den Schauspieler ernteten Lob von Seiten der Kritiker. Im weiteren Verlauf der Serie freundet er sich mit Edward Nygma, dem Riddler, an. Diese Freundschaft wird als äußerst ambivalent dargestellt, da sich beide Schurken aus egoistischen Motiven immer wieder gegenseitig hintergehen. Der Pinguin gerät mehrmals in Konflikt mit James Gordon und Harvey Bullock, aber auch mit anderen späteren Batman-Schurken, darunter Professor Pyg, Bane und der Ventriloquist. In den finalen beiden Episoden der Serie wird erklärt, wie der Pinguin zu seinem Monokel kam: Während eines Feuergefechts wird er durch die Splitter einer explodierenden Handgranate schwer am rechten Auge verletzt, was zu einer Einschränkung seines Augenlichts führt. Im Serienfinale trägt er von nun an nicht nur ein Monokel, sondern auch seinen berühmten Zylinderhut aus den Comics. Die letzte Episode Gothams schildert Pinguins erstes Zusammentreffen mit Batman, welcher Cobblepot und den Riddler nach einer kurzen Auseinandersetzung festnimmt und der Polizei überstellt. Während der Beförderung ins städtische Gefängnis gelingt den beiden Schurken allerdings erneut die Flucht.

### Der Pinguin im Kino
In dem von Tim Burton inszenierten Batman-Film Batmans Rückkehr von 1992 wurde der Pinguin Oswald Cobblepot von Danny DeVito verkörpert. Burton verwendete den Pinguin nicht als eleganten Bonhomme, sondern als einen deformierten und zum Teil tragischen Psychopathen. Als solcher besitzt er anstatt von Händen flossenartige Gebilde aus Daumen, Zeigefinger und den drei übrigen Fingern als zusammengewachsenes Etwas. Wegen dieser Abnormitäten wurde der Pinguin als Kleinkind von seinen wohlhabenden Eltern ausgesetzt und in der Kanalisation von Pinguinen großgezogen, was der ansonsten propagierten Vita der Figur widerspricht. DeVito trug als Pinguin ein düster-gotisches Outfit, rauchte Zigarillos und besaß eine abnorm große, spitz geschnittene Nase. Bei einem Unfall während der Dreharbeiten wäre DeVito beinahe in einem Wasserbecken umgekommen, was erheblich zur PR des Films beitrug.
In dem Film bemüht der Schurke sich um das Amt des Bürgermeisters von Gotham, scheitert mit seinen Ambitionen aber, als seine kriminellen Machenschaften von Batman enthüllt werden. Sein Versuch, die Stadt mit Sprengladungen zu verwüsten und die Erstgeborenen aller besseren Familien zu ermorden, scheitert ebenfalls. Zum Schluss des Films kommt der Pinguin im Showdown mit Batman im Eisvögel-Haus des Gothamer Zoos ums Leben und versinkt im Wasser des Pinguinbeckens.
Für den 2022 erschienenen Kinofilm The Batman wurde die Rolle des Pinguins mit Colin Farrell besetzt. Hier ist Oswald die rechte Hand des Mafiaboss Carmain Falcone und leitet in seinem Namen den Nachtclub Iceberg League, der gleichzeitig Treffpunkt für alle möglichen korrupten Politiker und Polizeibeamte Gothams ist.

### Der Pinguin in Zeichentrickserien
In der Zeichentrickserie Super Friends trat er in einer Folge der letzten Staffel auf (synchronisiert von Frank Welker). Ebenfalls zu sehen war er in dem zweiteiligen Scooby-Doo Meets Batman-Cartoon.
In der Batman-Zeichentrickserie Batman: The Animated Series von 1992 wurde er von Paul Williams synchronisiert. In dieser Inkarnation war der Pinguin eng an den Pinguin des Tim-Burton-Films angelehnt, wiewohl auf einige der äußerlichen Auffälligkeiten verzichtet wurde.
Als Persönlichkeit gerierte er sich wie in den Comics als mondäner „Verbrecher von Welt“ mit Frack, Monokel und Zigarillos und der altbekannten Talmi-Eleganz. 1997 in der Serie The New Batman Adventures wurde auf den „Freak“-Look gänzlich verzichtet: Der Pinguin besaß wieder fünf Finger anstatt einer Flosse. Wie in den Comics der Zeit wurde er als vermeintlich „ehrbarer Geschäftsmann“ dargestellt, der im dunklen Kämmerchen in zweifelhafte Händel verwickelt ist. Auch die Iceberg Lounge als Zentrale seiner Aktivitäten wurde in die Serie integriert. In dem Zeichentrickfilm Batman. Mystery of the Batwoman wurde er von David Ogden Stiers synchronisiert.
In The Batman wurde er von Tom Kenny synchronisiert und abermals im deformierten Look präsentiert: Er besaß erneut eine lange Nase, Flossenhände und Fangzähne. In dieser Serie ist der Pinguin vor allem bestrebt, sich einen gesellschaftlichen Namen zu machen und wieder zu Reichtum und Ruhm zu gelangen. Seine Handlanger sind hier zwei maskierte Konkubinen, die Kabuki Twins. Anders als in den Comics beherrscht der Pinguin die Kampfsportart Kung Fu in Grundzügen und ist mit Bruce Wayne in persönlicher Feindschaft verbunden. Die Cobblepots werden hier als widerlicher Adel dargestellt, dessen Vorfahren Alfreds Großvater schikanierten.
In der Zeichentrickserie Batman: Caped Crusader von 2024 wird die Pinguin-Figur als große, stämmige Cabaret-Sängerin (Oswalda Cobblepot) dargestellt, die in der Art von Marlene Dietrich in Frack und Zylinder auf der Bühne steht. In der Synchronisation sorgt dieser Gender-Swap für Unstimmigkeiten, denn auf die Figur wird weiterhin als "der Pinguin" Bezug genommen.

### Der Pinguin in Video- und Computerspielen
Der Pinguin als einer der bekanntesten Batman-Schurken trat auch in diversen Batman-Computer- und Videospielen auf. Dort fungierte er zumeist als ein „Boss-Charakter“, der zum Ende eines Levels hin auftaucht und nach dessen Besiegung das betreffende Level endet und ein Neues beginnt: So trat er in Batman: The Caped Crusader, in der Adaption von Batman Returns für diverse Konsolen, in Batman: The Animated Series und in The Adventures of Batman & Robin (Super NES) auf.
Im Spiel Batman: Arkham Asylum wird die Biografie des Pinguins als Extra freigeschaltet, wenn man eines der Rätsel des Riddlers löst.
In der Fortsetzung Batman: Arkham City gehört der Pinguin zu den Hauptschurken. Allerdings ist er dort mehr ein sadistischer Krimineller als ein Gentleman-Dieb. Im Arkham Universum waren die Cobblepots eine reiche Familie, die durch die Waynes ruiniert wurde. Deswegen will sich der Pinguin an Bruce Wayne rächen. Außerdem verbindet den Pinguin mit dem Joker eine lange Feindschaft. Im Arkham Universum bekommt der Pinguin irgendwann eine Gesichtsverletzung durch einen Glassplitter/Flaschenboden, der wie ein Monokel über einem Auge festsitzt. Kein noch so guter Arzt traut sich diesen Splitter zu entfernen und dabei gleichzeitig zu garantieren, das Augenlicht des Pinguin zu erhalten, denn anderenfalls würde der Pinguin diesen Arzt natürlich sofort töten. Somit muss der Pinguin im Arkham Universum mit dieser Verletzung weiterleben.
Im dritten Teil der Serie, Batman Arkham Origins, einem Prequel zu den Teilen 1 und 2, wird die Vorgeschichte von Solomon Wayne, Henry Cobblepot, Cyrus Pinkney und Armadeus Arkham noch kurz angerissen, wenn man die Cyrus Pinkney Nebenmission abschließt. Demnach hat Cyrus Pinkney Henry Cobblepot ermordet und nicht Solomon Wayne. In Arkham Origins ist der Pinguin Besitzer eines Casinoschiffes, hat also die Iceberg Lounge und auch die Verletzung aus Arkham City noch nicht, auch tritt er hier noch ohne Frack und Zylinder auf. Dem Pinguin-Darsteller Oliver Burgess Meredith wird hier Rechnung getragen: Ein kleines Modell in der Nähe des Theaters gibt den ursprünglichen Namen von Pinguins Schiff „Final Offer“ mit „Olivia B. Meredith“ an. Im Arkham Universum hat der Pinguin auch einen sehr starken englischen Akzent, was für einen in Gotham City aufgewachsenen Menschen eher ungewöhnlich ist.

#### LEGO Batman Das Videospiel (2008)
Der Pinguin bricht zusammen mit dem Riddler und dem Joker aus dem Arkham Asylum aus. Dann bildet er eine Gruppe mit Bane, Killer Croc, Man-Bat und Catwoman und sie entwickeln einen bösen Plan. Sie wollen Gotham City mit Roboterpinguinen angreifen. Allerdings werden sie von Batman und Robin aufgehalten und wieder zurück ins Arkham Asylum gebracht.

#### LEGO Batman 2 DC Super Heroes (2012)
Der Pinguin bricht zusammen mit Poison Ivy, Two-Face, Riddler, Bane, Catwoman und deren Handlangern aus Arkham Asylum aus. Er und die anderen werden allerdings von Batman und Robin wieder eingefangen und zurück ins Arkham Asylum gebracht.

#### LEGO Batman 3 Jenseits von Gotham (2014)
Der Pinguin ist wieder entkommen und versteckt sich in einem Sumpfgebiet von Gotham. Allerdings ist er diesmal nur in einer Nebenmission enthalten und trägt nichts zur Haupthandlung bei.

#### LEGO Dimensions (2015–2017)
Während der Dimensionskrise durch Lord Vortech ist der Pinguin nicht aufzufinden, allerdings seine Arktiswelt im Miniformat samt Roboterpinguinen.

#### LEGO DC Super Villains (2018)
Der Pinguin ist zurückgekehrt und besitzt nun einen Nachtclub namens „die Iceberg Lounge“ für seine kriminellen Geschäfte. Als Catwoman und weitere Schurken eintreffen mit einem Diamanten, möchte Pinguin in sich holen, wird allerdings von Catwoman gestoppt, woraufhin er sie alle an das GCPD verraten will. Der Pinguin und weitere Schurken werden von Commissioner Gordon, Harvey Bullock und den anderen Polizisten verhaftet. Catwoman kann entkommen, muss ihren gestohlenen Diamanten allerdings an Owlman abgeben. Nachher entkommen der Pinguin und die anderen Schurken wieder aus dem Arkham Asylum und wollen das böse Crime Syndikat aufhalten. Deswegen besprechen sie sich zusammen mit ihrem Anführer Lex Luthor in der Halle des Schreckens. Später tun sie sich mit Batman und dem Rest der Justice League zusammen, um das Crime Syndikat, sowie Darkseid und seine Armee von Paradämonen und die Restlichen Kreaturen Apokolips aufzuhalten. Am Ende können Pinguin und die anderen Schurken fliehen und müssen nun von Batman und der Justice League wieder eingefangen werden.

## Popkultur
2007 entfachte ein von der republikanischen Partei in die Online-Plattform Youtube eingestelltes Video einen Skandal, in dem der demokratische Politiker und ehemalige Präsidentschaftskandidat Al Gore als Pinguin dargestellt wurde, um gegen seinen Dokumentarfilm Eine unbequeme Wahrheit zu polemisieren. In der Comedyshow The Daily Show wurde der ehemalige US-Vizepräsident Dick Cheney häufig von dem Moderator Jon Stewart als Pinguin mit den typischen Lauten und der Gestik von Merediths Interpretation der Figur in der 1960er-Jahre-Serie verballhornt.